# آتنا (فیلم ۲۰۲۲)
آتِنا (فرانسوی: Athena‎) فیلمی در ژانر اکشن تراژدی محصول سال ۲۰۲۲ به کارگردانی رومن گاوراش از کشور فرانسه است. دالی بن صلاح، سامی سلیمان، آنتونی بژون، اواسینی اِمبارک و الکسیس ماننتی در کنار دیگران در این فیلم ایفای نقش می‌کنند.
این فیلم برای نخستین بار در هفتاد و نهمین دوره جشنواره بین‌المللی فیلم ونیز به نمایش گذاشته شد. نتفلیکس در ۹ سپتامبر ۲۰۲۲ این فیلم را در سینماهای منتخب اکران کرد و در ۲۳ سپتامبر در سرویس پخش خود منتشر کرد.

## طرح داستان
داستان در یک محلهٔ فرانسوی اتفاق می‌افتد و طرح داستان به هرج‌ومرجی در محله‌ای به نام «آتِنا» و قتل وحشیانهٔ شخصی به نام ایدیر می‌پردازد و بر وضعیت هولناکِ برادرانِ متوفی، کریم، مختار و عبدالله تمرکز دارد.

## بازیگران
- دالی بن صلاح در نقش عبدالله[۱]
- سامی سلیمان در نقش کریم[۱]
- آنتونی بژون در نقش جروم[۲]
- اواسینی اِمبارک [fr] در نقش مختار[۱]
- الکسیس ماننتی [fr] در نقش سباستین[۳]

## تولید
این فیلم محصول مشترک شرکت‌های آیکونوکلست و لیلی است. این فیلم در سال ۲۰۲۱ در حومهٔ اوری-کورکرون در شهر پاریس فیلم‌برداری شد. این فیلم شامل گفت‌وگوهایی به زبان‌های فرانسوی و عربی است.

## انتشار
آتنا نخستین نمایش جهانی خود را در هفتاد و نهمین دوره جشنواره بین‌المللی فیلم ونیز داشت. این فیلم که توسط نتفلیکس توزیع شده‌است، در ۹ سپتامبر ۲۰۲۲ در سینماهای منتخب اکران شد و پس از آن در ۲۳ سپتامبر ۲۰۲۲ از طریق پخش جریانی منتشر شد.

## بازخورد
در وبگاه جمع‌آوری نقد راتن تومیتوز، ٪۸۲ از ۳۸ بررسی منتقدان مثبت است و میانگینِ امتیاز آن ۷٬۹/۱۰ است. اجماع این وبگاه چنین می‌نویسد: «اگرچه احتمالاً ممکن است در اجرای مضامین عمیق‌تر خود شکست بخورد، اما آتنا تماشایی برق‌آمیز و سخت در لحظه را ایجاد می‌کند.» این فیلم در متاکریتیک که از میانگین وزنی استفاده می‌کند، بر اساس نظر ۱۶ منتقدین امتیاز ۷۰ از ۱۰۰ را کسب کرده که نشان‌گر «نقدهای عموماً مطلوب» است.
دیوید رونی از هالیوود ریپورتر فیلم را به عنوان «اعصاب تکان‌دهنده، شدید و انفجاری» خلاصه کرد و آن را همانند «نارنجک زنده‌ای» دانست که «در حالت اشتعال کامل شروع می‌شود و شدت خود را با تکنیک‌های حرفه‌ای افزایش می‌دهد».
تاد مک‌کارتی از ددلاین هالیوود فیلم را به عنوان «یک سیلاب، طغیان و شرشره‌ای از غضب، خشم و درماندگی نسبت به واقعیت‌های زندگی برای گروه خاصی از خانواده‌های فرانسوی» توصیف کرد که «شما را از گلو می‌گیرد و به سختی به شما اجازه نفس‌کشیدن می‌دهد».
دیوید ارلیش از ایندی‌وایر به این فیلم امتیاز «+C» در مقیاس «+A» تا «F» داد و آن را «صرفاً یک فیلم واقعاً جالب دربارهٔ کشوری که آماده آتش‌گرفتن است» خواند، که «اگر جسارتی در ابراز «خشم محرومان» را کاملاً در اختیار می‌داشت، وحشتناک‌تر و موفق‌تر می‌بود.».
تیم گریرسون از اسکرین اینترنشنال معتقد است که آتنا بیشتر «به عنوان یک نمایش اکشن وقیحانه و غوطه‌ور» عمل می‌کند تا «یک تریلر سیاسی تفکربرانگیز».
پیتر بردشاو از گاردین به این فیلم امتیاز ۳ از ۵ ستاره داد، و آن را فیلمی دانست که با «یک افتتاحیه هیجان‌انگیز» برجسته شده‌است، اما پس از آن «شکل دراماتیک» خود را از دست داده‌است.

### جوایز و نامزدی‌ها
| جشنواره           | تاریخ مراسم              | جایزه             | نتیجه    | منبع   |
| ----------------- | ------------------------ | ----------------- | -------- | ------ |
| جشنواره فیلم ونیز | ۳۱ اوت — ۱۰ سپتامبر ۲۰۲۲ | شیر طلایی         | نامزدشده | [ ۱۴ ] |
| جشنواره فیلم ونیز | ۳۱ اوت — ۱۰ سپتامبر ۲۰۲۲ | جایزه سینمای جوان | برنده    | [ ۱۴ ] |
| جشنواره فیلم ونیز | ۳۱ اوت — ۱۰ سپتامبر ۲۰۲۲ | سینما برای یونیسف | برنده    | [ ۱۴ ] |